# ポール・アンドリュー

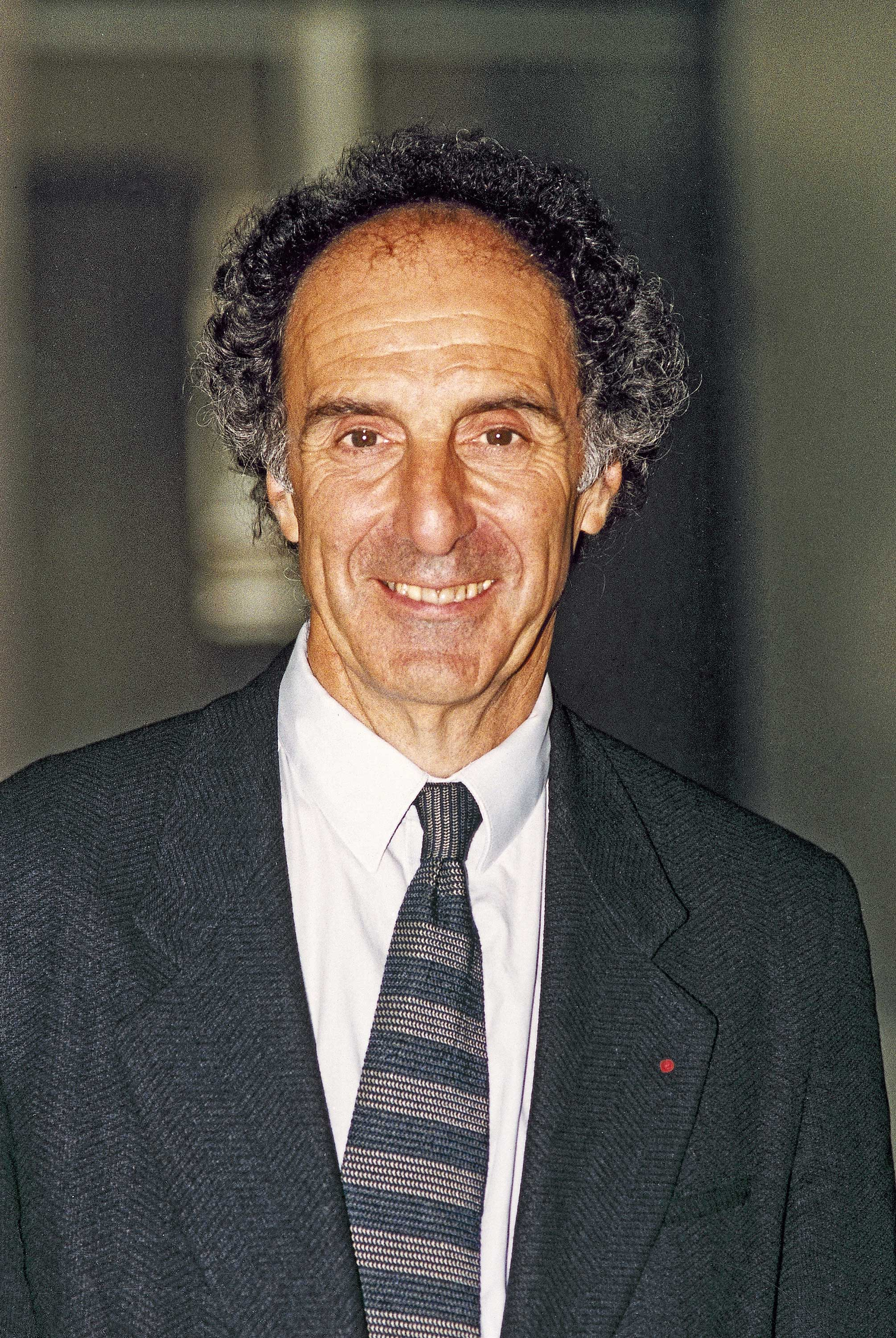

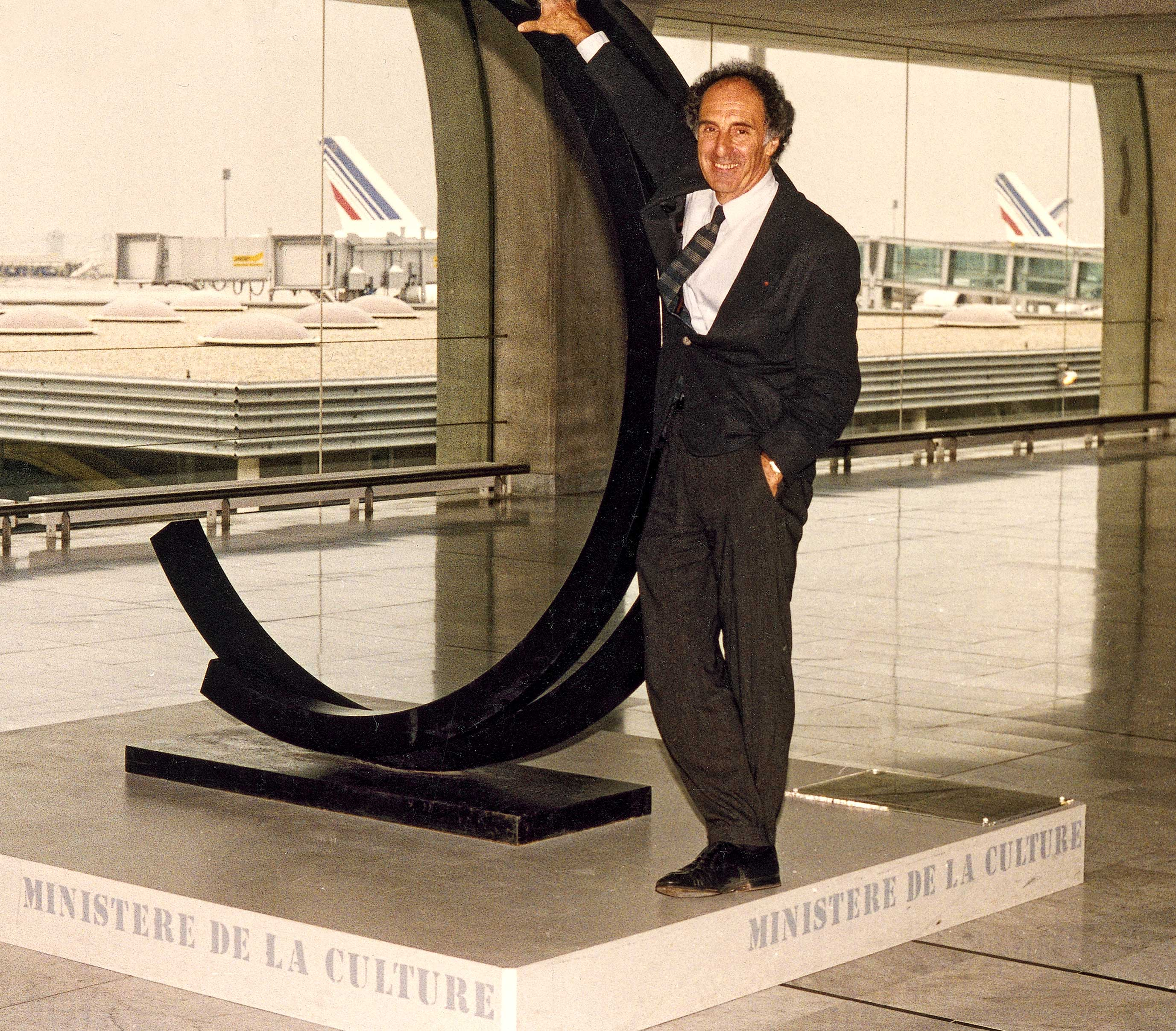

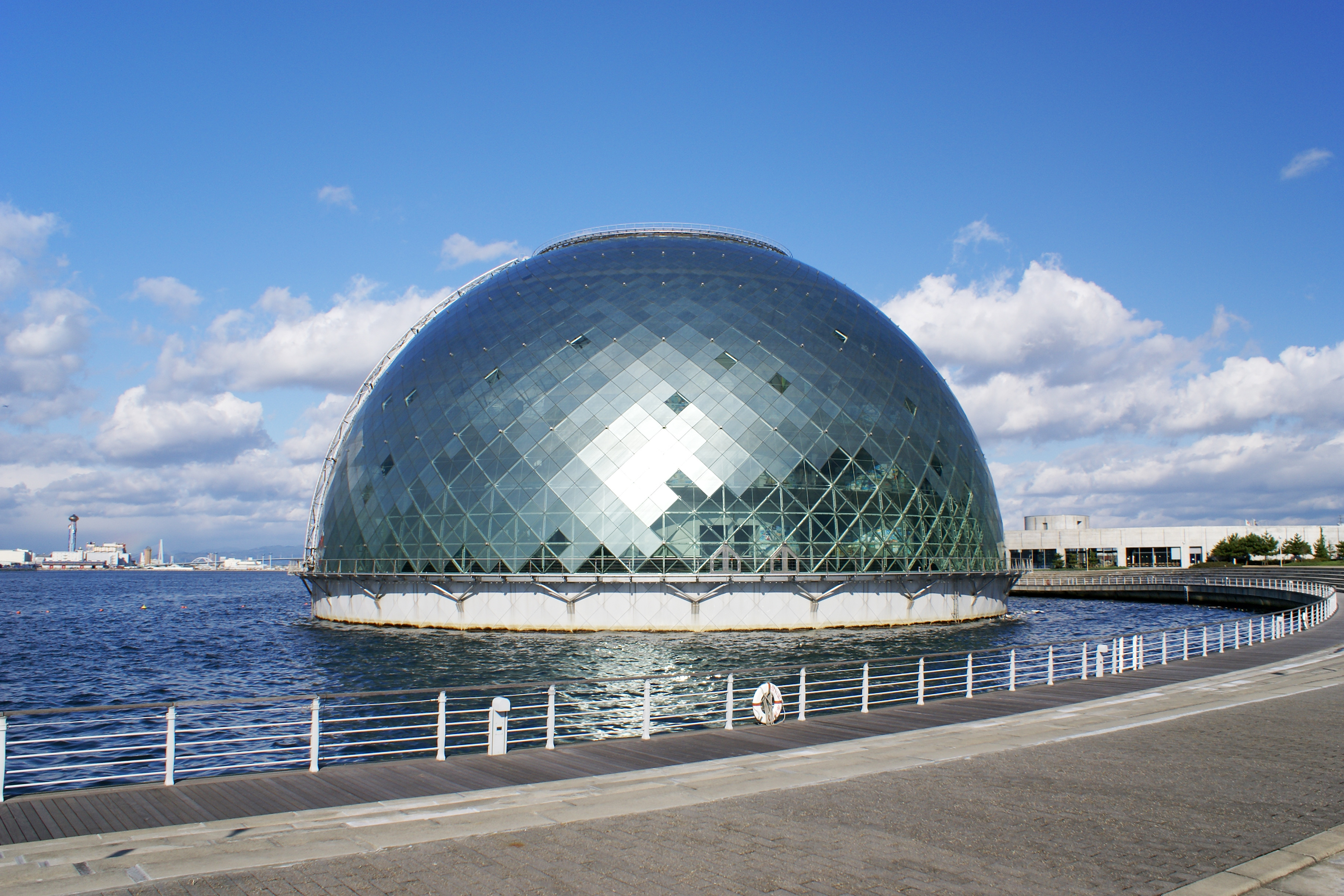
なにわの海の時空館

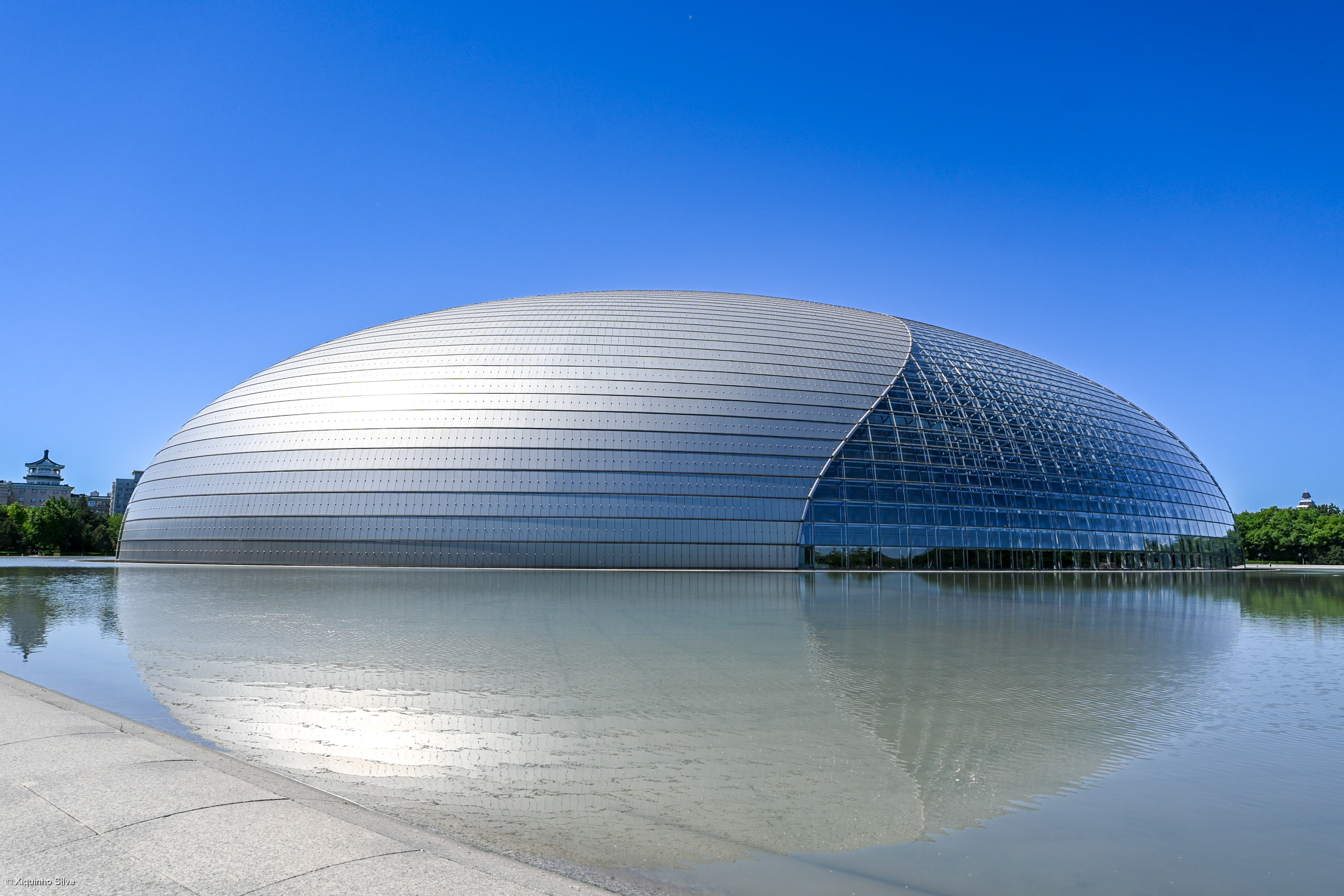
中国国家大劇院

ポール・アンドリュー（Paul Andreu、1938年7月10日 - 2018年10月11日）はフランスの建築家。ジロンド県コーデラン生まれ。国立土木学校（ENPC、俗にポンゼショセと言われる）出身のエリート技術者で、パリ空港公団（ADP）の副総裁もつとめた。建築家でありながら官僚（技官）ともいうべき人物である。

## 人物
パリのシャルル・ド・ゴール国際空港（CDG）ターミナルビルのプロジェクトでは1967年から設計を担当している。近年になって世界各国の空港を多く手がけているが、これはパリ空港公団が各国の空港の開発に資金とノウハウを提供していることが影響している。
代表作のCDGターミナルビルでは、2004年にターミナル2Eのホールが突然崩壊し、死者4名を出す事故が起きた。しかし、設計ミスなのか、突貫工事ゆえの施工ミスなのか、原因はついに究明されないままとなっている。
なお、グランダルシュについてはコンペの勝者ヨハン・オットー・フォン・スプレッケルセンが設計途中に逝去したため、1987年からその業務を引き継いだもの。
近年では中国や日本での仕事が増えている。

## 代表的な作品
- シャルル・ド・ゴール国際空港ターミナルビル（フランス・パリ、1974年 - ）
- グランダルシュ（ヨハン・オットー・フォン・スプレッケルセンと共同）（フランス・パリ、ラ・デファンス地区、1990年）
- なにわの海の時空館（大阪、2000年）
- 広州白雲国際空港ターミナルビル（中国・広州、1998年 - 2003年 ）
- ドバイ国際空港ターミナル3ビル（アラブ首長国連邦・ドバイ、2000年 - ）
- 中国国家大劇院（中国・北京、2007年）
- 広州体育館（中国・広州市、2001年）